# Geschinen
Geschinen  est une localité et ancienne commune suisse du canton du Valais, située dans le district de Conches.
Geschinen a fusionné, le 1er octobre 2004, avec Münster pour former la nouvelle commune de Münster-Geschinen. Cette commune intègre, le 1er janvier 2017, la commune de Goms. Elle a porté le numéro OFS 6059,.
Geschinen est la commune d'origine du Weger Bäschi, icône populaire du tournant du XIXe siècle réputé pour sa force et dont une statue orne désormais le devant de sa maison.

## Culture et patrimoine

### Héraldique
| Blason | Blasonnement : De gueules à un mazot d'argent ouvert et ajouré de sable, posé sur une terrasse bombée de sinople et accompagné d'une croisette pattée d'argent au canton dextre du chef et d'un glaive versé d'or au canton sénestre . |